# Zestaponi
Zestaponi (in georgiano ზესტაფონი) è una città della Georgia occidentale nella regione dell'Imerezia e capoluogo del distretto omonimo.

## Economia
Zestapoteni è nota per la produzione di metallo.

## Sport
Il principale club calcistico cittadino è il FC Zestaponi, che ha militato nella Umaglesi Liga, la massima serie del campionato georgiano di calcio.